# Strzeszkowice Duże
Strzeszkowice Duże – wieś w Polsce, położona w województwie lubelskim, w powiecie lubelskim, w gminie Niedrzwica Duża.
W latach 1954–1972 wieś była siedzibą gromady Strzeszkowice Duże. W latach 1975–1998 miejscowość administracyjnie należała do ówczesnego województwa lubelskiego.
Na terenie wsi znajduje się cmentarz wojenny z I wojny światowej oraz przystanek kolejowy Majdan.
We wsi ustanowiono dwa sołectwa Strzeszkowice Duże I i Strzeszkowice Duże II. Według Narodowego Spisu Powszechnego z roku 2011 wieś liczyła 934 mieszkańców.
Wieś jest siedzibą rzymskokatolickiej parafii Miłosierdzia Bożego.

## Integralne części wsi
| SIMC    | Nazwa                       | Rodzaj    |
| ------- | --------------------------- | --------- |
| 0387074 | Doły                        | część wsi |
| 0387080 | Grabówka                    | część wsi |
| 0387097 | Strzeszkowice Duże Drugie   | część wsi |
| 0387105 | Strzeszkowice Duże-Kolonia  | część wsi |
| 0387111 | Strzeszkowice Duże Pierwsze | część wsi |
| 0387128 | Wola Strzeszkowicka         | część wsi |

Wola Strzeszkowicka – folwark wymieniony w XIX wieku w opisie dóbr i gminy Niedrzwica Kościelna .

## Historia
Słownik geograficzny Królestwa Polskiego z roku 1890 opisuje Strzeszkowice Duże i Strzeszkowice Małe jako dwie wsie i folwark nad rzeką Bystrzycą w powiecie lubelskim, gminie Niedrzwica, parafii Krężnica, odległe 16 wiorst od Lublina. Posiadają młyn wodny, most na Bystrzycy, pokłady wapienia, na folwarku owczarnia większa.
W 1827 roku spisano tu 20 domów i 126 mieszkańców. W 1885 roku folwark Strzeszkowice posiadał rozległość 1337 mórg: grunty orne i ogrody mórg 1073, łąk mórg 110, pastwisk mórg 5, lasu mórg 91, nieużytki mórg 58, budynki murowane 15, drewniane 10, płodozmian 10 i 12. polowy las nieurządzony.
W skład dóbr poprzednio wchodziły: wieś Strzeszkowice osad 12, mórg 199, wieś Wola Strzeszkowska osad 10, mórg 132, wieś Majdan Strzeszkowski osad 5, mórg 91.
Długosz wymienia Strzeszkowice w opisie parafii Krężnica, bez podania szczegółów (Długosz L.B. tom II, s. 540). Według registru poborowego powiatu lubelskiego z roku 1531 Strzezkowice i Strzezowicze, w parafii Mełgiew, miały 4 łany i 1 młyn, zaś Strzeżowice Trojackie, w parafii Krężnica Jara, własność Pszonki, miały 1 1/2 łanu, 1 młyn, a w część Wissockiej 1/2 łanu (Pawiński, Kod. Małop., 351 i 354).(Opisu dostarcza Bronisław Chlebowski)